# Siépa
Siépa ist ein Dorf in Burkina Faso, in der Region Boucle du Mouhoun, der Provinz Nayala und dem Departement Toma. Siépa liegt am südlichen Rand der Sahelzone und hat 730 Einwohner (1996).